# 1491 Балдуїн
1491 Балдуїн (1491 Balduinus) — астероїд головного поясу, відкритий 23 лютого 1938 року.
Тіссеранів параметр щодо Юпітера — 3,167.
Астероїд названо на честь короля Бельгії Бодуена I. Для назви використана його латинською форма імені Balduinus.